# Nada a Perder (álbum)
Nada a Perder é o quarto álbum de estúdio do cantor cristão Carlinhos Felix, lançado em 1995 pela gravadora MK Music. Este disco contém a regravação de "Muro de Pedra", gravada anteriormente pelo Rebanhão, no álbum Princípio, com a participação do ex-baixista da banda, Paulo Marotta. A obra também contém um dos maiores hits da carreira de Carlinhos, "Verdadeiro Amor".

## Antecedentes
Em 1993, Carlinhos Felix assinou com a gravadora MK Music, na época conhecida como MK Publicitá, e lançou Basta Querer, que foi um sucesso comercial. Ainda, pela mesma gravadora, Carlinhos lançaria seu álbum sucessor.

## Gravação
Diferentemente dos anteriores, Nada a Perder foi produzido por Zé Canuto, também responsável pelos arranjos. O repertório é predominantemente inédito, exceto pela regravação de "Muro de Pedra", da banda Rebanhão. O baixista Paulo Marotta, que na época estava fora do grupo, participa da canção ao lado de Carlinhos. Felix também gravou músicas de vários compositores, como Elizeu Gomes e Marquinhos Gomes.

## Lançamento e recepção
| Críticas profissionais | Críticas profissionais |
| Avaliações da crítica  | Avaliações da crítica  |
| Fonte                  | Avaliação              |
| ---------------------- | ---------------------- |
| O Propagador           | [ 4 ]                  |

Nada a Perder foi lançado em 1995 pela MK Publicitá. O guia discográfico do O Propagador atribuiu 3 estrelas de 5, afirmando que o trabalho segue a tendência pop dos anteriores e em mostrar Carlinhos como um artista multiforme. Além disso, o guia também coloca como destaque a regravação de "Muro de Pedra".

## Faixas
A seguir lista-se as faixas, compositores e durações de cada canção de Nada a Perder, segundo o encarte do disco.
| Lado A         |                    |                               |         |  |
| N.º            | Título             | Compositor(es)                | Duração |  |
| 1.             | "Nada a Perder"    | Marquinhos Gomes              | 4:18    |  |
| 2.             | "Falta Você"       | Michel Joran                  | 3:58    |  |
| 3.             | "Verdadeiro Amor"  | Jorge Guedes                  | 4:14    |  |
| 4.             | "Arrependa-se"     | Marco Aurélio Carlinhos Felix | 4:01    |  |
| 5.             | "Jogue Alto"       | Elizeu Gomes                  | 4:21    |  |
| 6.             | "Cristo Tem Poder" | D.P.                          | 3:43    |  |
| Duração total: | Duração total:     | Duração total:                | 24:26   |  |

| Lado B         |                                          |                          |         |  |
| N.º            | Título                                   | Compositor(es)           | Duração |  |
| 1.             | "Vamos Resistir"                         | Elmar Gueiros Felix      | 3:23    |  |
| 2.             | "Muro de Pedra" (part. Paulinho Marotta) | Paulinho Marotta         | 4:31    |  |
| 3.             | "Você Comigo"                            | Guedes                   | 4:24    |  |
| 4.             | "Perfeita Estação"                       | Felix Marina de Oliveira | 3:04    |  |
| 5.             | "Sigo em Frente"                         | Zé Canuto Felix          | 3:15    |  |
| 6.             | "Raiz de Davi"                           | Gueiros Felix            | 4:18    |  |
| Duração total: | Duração total:                           | Duração total:           | 22:58   |  |

## Ficha técnica
A seguir estão listados os músicos e técnicos envolvidos na produção de Nada a Perder:
- Gravado & Mixado: nos Estúdios da Master Music em Niterói, no Outono de 1995
- Produção, Arranjos e Direção Musical: Zé Canuto
- Engenheiro de Gravação: Ronaldo Herdy
- Mixagem: Zé Canuto e Ronaldo Herdy

Músicos Participantes:
- Saxofone Alto, Flauta e Teclados WX1: Zé Canuto
- Pianos: Marcos Nimrichter
- Teclados: Mito (Novo Som)
- Baixo: André Neiva
- Guitarras: Paulinho Guitarra e Pablo Chies
- Bateria: Cláudio Infante
- Programação de Bateria na música "Arrependa-se": Marcos Aurélio
- Baixo Synth na música "Cristo Tem Poder": Mito
- Bateria e Percussão: Bebeto Olicar
- Trombone: Robson Olicar
- Trumpete: Ronaldo Olicar
- Violões: Carlinhos Felix
- Vocais de Apoio: Zé Canuto, Renato César, Livingston Farias, Robson Olicar